# Aeroplane Jelly
A Aeroplane Jelly é uma marca de sobremesas de gelatina da Austrália criada em 1927 por Bert Appleroth. O negócio de fundo de quintal de Appleroth, a Traders Pty Ltd, tornou-se um dos maiores fabricantes de alimentos familiares da Austrália e foi vendido para a McCormick Foods Australia, uma subsidiária da McCormick & Company dos Estados Unidos, em 1995. A Aeroplane Jelly é líder no mercado de sobremesas de gelatina da Austrália, com mais de 18 milhões de pacotes vendidos anualmente. O sabor de morango é o mais vendido.
A Aeroplane Jelly realizou uma campanha publicitária bem-sucedida com um jingle que se tornou parte da cultura australiana. É um dos jingles mais antigos da Austrália, gravado em 1937 com a voz de Joy King, de cinco anos de idade. Foi tocado no rádio mais de 100 vezes por dia na década de 1940. O jingle foi adicionado ao registro Sounds of Australia [en] do National Film and Sound Archive em 2008.

## História
Adolphus Herbert Frederick Norman Appleroth, conhecido como Bert Appleroth, era um condutor de bonde que criava cristais de gelatina usando gelatina e açúcar em seu banho. Ele vendia esses cristais de gelatina de porta em porta, usando sua rota de bonde para transportá-lo por Sydney. Em 1917, Appleroth alugou instalações para fabricar sua gelatina e, em 1927, formou uma empresa com Albert Francis Lenertz chamada Traders Pty Ltd. Os aviões eram considerados novos e empolgantes na época, por isso Appleroth, fã de aviação, batizou a marca de Aeroplane Jelly. Appleroth usou um avião De Havilland Tiger Moth para fazer entregas em áreas rurais em 1934, e suas acrobacias publicitárias e as campanhas de propaganda da Aeroplane Jelly tornaram a sobremesa de gelatina um ícone nacional, como Holden e Vegemite.
A empresa de Appleroth, Traders Pty Ltd, foi administrada por seu filho, Bert II, depois pelo neto, Bert III, e a propriedade passou para a esposa de Bert III, Val, quando ele faleceu em 1985. De acordo com o diretor administrativo da Traders, Hugh Knox, a família Appleroth era amiga de um ex-diretor administrativo da McCormick & Company, o que abriu negociações entre as partes. A Aeroplane Jelly foi vendida para a McCormick Foods Australia em 1994, a subsidiária australiana da McCormick & Company, sediada nos Estados Unidos.
A primeira fábrica da Aeroplane Jelly estava localizada em Paddington [en], Nova Gales do Sul, um subúrbio de Sydney, e depois foi fabricada em West Ryde [en] por 33 anos. Em 2006, a McCormick Foods Australia transferiu a produção da Aeroplane Jelly para Clayton [en], Victoria, para centralizar suas operações de fabricação em Victoria.

## Publicidade
O jingle Aeroplane Jelly foi composto por Albert Francis Lenertz (1891-1943), parceiro de negócios de Appleroth e foi uma reformulação do jingle político anterior de Lenertz em homenagem ao primeiro-ministro australiano Billy Hughes. Uma pequena controvérsia ocorreu no The Sydney Morning Herald em 1988 sobre a autoria da música, com reivindicações feitas em nome da atriz de vaudeville Peggy Thorne, do pianista do Musician's Lodge, Les Woods, e do neozelandês Bill White.

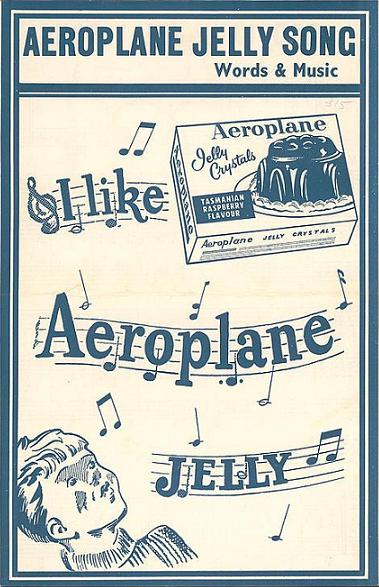
Partituras e letras da capa do Aeroplane Jelly

O jingle foi cantado pela primeira vez no início da década de 1930 no programa de rádio Goodie Reeve por Jennifer Paykel, de três anos de idade. Como os comerciais eram transmitidos ao vivo, Paykel era levada ao estúdio duas ou três vezes por semana para cantar o jingle. A mãe de Paykel não renovou seu contrato porque, de acordo com Paykel, “Shirley Temple estava na moda e minha mãe tinha pavor de que eu me tornasse uma figura pública como ela”. A Aeroplane Jelly realizou um concurso de talentos em Sydney para encontrar uma nova cantora e a competição foi vencida por Joy King, de cinco anos. King gravou o jingle em 1937.
Um finalista do mesmo concurso de talentos foi Tommy Dawes, de sete anos de idade, que Appleroth escolheu para aparecer como o “menino assobiador” na frente dos pacotes de gelatina e na publicidade. De acordo com Dawes, como finalista, ele recebeu 10 guinéus e um tinteiro de ônix, mas não recebeu nenhuma outra compensação pelo uso de sua imagem ou de sua versão gravada do jingle. Dawes disse: “Foi absolutamente fantástico; adorei ver minha foto e cantar a música e todos os meus amigos ficaram muito impressionados... Nunca quis ganhar dinheiro com isso... Só gosto de dizer a todos que sou o menino da Aeroplane Jelly."
Em 1966, o jingle foi gravado em grego, italiano, russo e servo-croata, e se tornou uma das primeiras campanhas publicitárias da Austrália voltada para grupos étnicos. Versões do jingle foram gravadas por The Andrews Sisters e Victor Borge. Em seu auge, na década de 1940, o jingle era tocado mais de 100 vezes por dia nas estações de rádio e é um dos jingles de maior duração na Austrália. Em 2003, a Aeroplane Jelly comemorou seu 75º aniversário com um concurso nacional para gravar uma nova versão do jingle e arrecadar dinheiro para a Starlight Children's Foundation [en]. Um porta-voz da McCormick descreveu o número de inscrições como “esmagador”. O concurso foi vencido pela Palm Beach State School de Queensland, que regravou o jingle com a segunda colocada, a Park Ridge Primary School de Victoria.
As agências de publicidade de Brisbane consideraram o jingle Aeroplane Jelly um dos melhores e mais reconhecíveis bordões de propaganda dos últimos 40 anos, ficando atrás do jingle “Louie the Fly” da Mortein [en]. Em junho de 2008, a gravação do jingle feita por Joy King foi adicionada ao registro Sounds of Australia do National Film and Sound Archive.
Bertie, o avião, foi introduzido como mascote da Aeroplane Jelly em 1942. Batizado em homenagem a Bert Appleroth, Bertie cantava o jingle em propagandas de cinema. Mais tarde, Bertie foi apresentado em propagandas de televisão e reapareceu em 1996 nas embalagens de gelatina e no site da Aeroplane Jelly.

## Produtos
O setor australiano de sobremesas de gelatina movimenta aproximadamente US$ 1,121 bilhão por ano, e a Aeroplane Jelly é líder de mercado com 25% de participação. Mais de 19 milhões de pacotes de Aeroplane Jelly são vendidos por ano. O sabor morango é a variante de sobremesa de gelatina mais vendida, com quase 2 milhões de pacotes vendidos por ano. Em 1953, a Aeroplane Jelly introduziu a primeira gelatina de baixa caloria da Austrália. Em 1988, em homenagem ao Bicentenário da Austrália [en], a sobremesa de gelatina estava disponível em sabores australianos especiais, como Lilly Pilly [en], Quandong e Midjinberry [en]. Esses sabores foram eliminados gradualmente em 1992. Atualmente, a Aeroplane Jelly é de propriedade da empresa americana McCormick & Company; antes era de propriedade da Traders Pty Ltd.